# Navesink, New Jersey
Navesink, New Jersey (енгл. Navesink) насељено је место без административног статуса у америчкој савезној држави Њу Џерзи.

## Демографија
По попису из 2010. године број становника је 2.020, што је 58 (3,0%) становника више него 2000. године.
| Група             | 2000.         | 2010.         |
| Белци             | 1.623 (82,7%) | 1.736 (85,9%) |
| Афроамериканци    | 236 (12,0%)   | 123 (6,1%)    |
| Азијати           | 27 (1,4%)     | 45 (2,2%)     |
| Хиспаноамериканци | 50 (2,5%)     | 100 (5,0%)    |
| Укупно            | 1.962         | 2.020         |